# Sune Skote
Sune Erik Gustav Skote, född 28 februari 1919 i Stockholm, död 19 juli 2014, var en svensk målare, tecknare och grafiker.
Han var son till ingenjören Gustaf Skote och Elin Skote, född Hagström, samt från 1957 gift med skådespelaren Inger Skote. Efter avbrutna ekonomistudier vid Handelshögskolan och en kortare tids arbete vid en reklambyrå bestämde han sig för att satsa på konsten som yrke. Han var som konstnär autodidakt. Tillsammans med Pär Nordlander ställde han ut på Lidingö 1951 och tillsammans med Bengt Arkö i Västervik 1954 samt tillsammans med Ivan Roos och Olle von Schewen i Norrköping 1964. Han medverkade regelbundet i Nationalmuseums utställning Unga tecknare 1948–1953 och sedan mitten av 1950-talet i Lidingösalongerna samt Liljevalchs Stockholmssalonger. Han deltog i samlingsutställningar arrangerade av Sveriges allmänna konstförening. 
Skotes konst består av nonfigurativa bilder, figursaker och kustlandskap från Mellansverige och Rhodos utförda i olja. Till detta kommer offentlig konst i form av målade träskulpturer på Danderyds sjukhus och i Hjulsta i Stockholm.  Skote är representerad vid Moderna museet, Gustav VI Adolfs samling, Norrköpings konstmuseum och Lidingö kommun.  
Skote tilldelades 1966 Lidingö stads kulturstipendium. Han är gravsatt i minneslunden på Lidingö kyrkogård.